# جبهة الشباب
جبهة الشباب (بالإسبانية: Frente de la Juventud, FJ) كانت منظمة شبابية سياسية إسبانية وجماعة مسلحة يمينية متطرفة، وتعتبر أحيانًا منظمة إرهابية.

## التاريخ
برزت الجبهة على أنها انشقاق عام 1978 عن حزب حزب القوة الجديد، حزب التحالف الجديد الرئيسي في إسبانيا في ذلك الوقت. حدث الانقسام مع التيار الرئيسي لليمين المتطرف لأسباب مماثلة مع الانقسام السابق للجبهة الوطنية للشباب في عام 1977. حدث الانقسام بسبب ركود القوى السياسية اليمينية المتطرفة الرئيسية وإحباط الأعضاء الجدد في الجبهة الوطنية للشباب. انضم إليهم فيما بعد ما بين 100 و300 عضو خلال تلك أول سنة. عارضت الجبهة «الطريقة البرلمانية» لـ حزب القوة الجديد، ودافعت أيضًا عن عدم جدوى المظاهرات السلمية، ودعم إنشاء وحدات شبه عسكرية لمحاربة «الماركسية».
كان مقر جبهة الشباب بشكل أساسي في مدريد وبلد الوليد (بينما كان مقر جبهة الشباب في برشلونة). أيد حزب الحرية والعدالة العنف كعنصر مزعزع للاستقرار في النظام، وكاستراتيجية سياسية رئيسية.
في عام 1980 اكتسبت المجموعة أعضاء جددًا بعد الحل الذاتي للجبهة الوطنية للشباب. وكان أبرز الأعضاء الجدد إرنستو ميلا. في نهاية العام نفسه قُتل خوان إجناسيو غونزاليس «السكرتير الوطني» للمنظمة. لم يتم حل جريمة القتل مطلقًا، على الرغم من وجود بعض التكهنات بأنها حدثت بسبب نزاع داخلي بين الفصائل المتنافسة في التنظيم. تسبب وفاته في أزمة في المنظمة.
تم القبض على أربعة وعشرين عضوا في مدينتي مدريد وفالنسيا في 26 يناير 1981، لارتكاب عمليات سطو مختلفة لتمويل المنظمة. وفي عام 1981 أيضًا قُبض على 16 عضوًا بسبب اعتداءات مختلفة في بلد الوليد، ضد مقرات الكونفدرالية. كما قتل ف.ج. كارلوس خافيير إديجوراس نافاريتي (مدمن مخدرات) ولويس أريباس سانتاماريا (متسول). في وقت لاحق في نفس العام قصفت الجبهة مقر الحركة الشيوعية والعديد من المكتبات.
تم تفكيك المجموعة أخيرًا من قبل الشرطة الإسبانية في عام 1982، بعد مظاهرة لإحياء ذكرى محاولة الانقلاب إف 23. أثناء المظاهرة ألقى أعضاء الحزب زجاجات حارقة على الشرطة.
كان الزعيم التاريخي للمجموعة خوسيه دي لاس هيراس هورتادو، الذي كان قيد البحث والمصادرة منذ عام 1984، بعد إخفاقه في المثول أمام محاكمة تفجير إل بارناسيلو. وجدته صحيفة إل بايس في البرازيل في عام 2016.